# Lol Tolhurst
Laurence "Lol" Tolhurst, född 3 februari 1959 i Horley, Surrey, är en brittisk trummis och keyboardist. 
Tolhurst var en av grundarna till bandet The Cure, i vilket han var medlem 1976–1989, länge den ende jämte sångaren Robert Smith som varit med från begynnelsen. Under åren 1976–1982 spelade Tolhurst trummor i bandet, men bytte senare till keyboard. På grund av alkoholproblem sparkades han ur gruppen 1989. Efter en rad rättsliga tvister med sina forna kolleger (vilka han förlorade) har han fortsatt med olika musikprojekt.

## Diskografi
Studioalbum med The Cure
- Three Imaginary Boys (1979)
- Seventeen Seconds (1980)
- Faith (1981)
- Pornography (1982)
- The Top (1984)
- The Head on the Door (1985)
- Kiss Me, Kiss Me, Kiss Me (1987)
- Disintegration (1989)

Studioalbum med Presence
- Inside (1993)
- Closer (2014)

Studioalbum med Levinhurst
- Perfect Life (2004)
- House by the Sea (2007)
- Blue Star (2009)